# Lengyelország az 1936. évi téli olimpiai játékokon
Lengyelország a németországi Garmisch-Partenkirchenben megrendezett 1936. évi téli olimpiai játékok egyik részt vevő nemzete volt. Az országot az olimpián 6 sportágban 20 sportoló képviselte, akik érmet nem szereztek.

## Alpesisí
Férfi
| Versenyző        | Versenyszám | Lesiklás | Lesiklás | Lesiklás | Műlesiklás | Műlesiklás | Műlesiklás | Műlesiklás | Műlesiklás | Műlesiklás | Műlesiklás | Összesítés | Összesítés |
| Versenyző        | Versenyszám | Lesiklás | Lesiklás | Lesiklás | 1. futam   | 1. futam   | 2. futam   | 2. futam   | Össz.      | Össz.      | Össz.      | Összesítés | Összesítés |
| Versenyző        | Versenyszám | Idő      | Pont     | Hely.    | Idő        | Hely.      | Idő        | Hely.      | Idő        | Pont       | Hely.      | Pont       | Helyezés   |
| ---------------- | ----------- | -------- | -------- | -------- | ---------- | ---------- | ---------- | ---------- | ---------- | ---------- | ---------- | ---------- | ---------- |
| Bronisław Czech  | Összetett   | 5:46,4   | 82,97    | 20.      | 1:30,4     | 17.        | 1:42,9     | 26.        | 3:13,3     | 75,84      | 19.        | 79,41      | 20.        |
| Fedor Weinschenk | Összetett   | 6:26,0   | 74,46    | 35.*     | 1:56,6     | 38.        | 2:21,2     | 33.        | 4:17,8     | 56,87      | 33.        | 65,67      | 32.        |
| Karol Zając      | Összetett   | 6:20,6   | 75,51    | 34.      | 1:35,0     | 23.        | 1:42,5     | 25.        | 3:17,5     | 74,23      | 23.        | 74,87      | 28.        |

* - egy másik versenyzővel azonos eredményt ért el

## Északi összetett
| Versenyző          | Sífutás | Sífutás | Sífutás | Síugrás  | Síugrás  | Síugrás  | Síugrás  | Síugrás | Síugrás | Összesítés | Összesítés |
| Versenyző          | Sífutás | Sífutás | Sífutás | 1. ugrás | 1. ugrás | 2. ugrás | 2. ugrás | Össz.   | Össz.   | Összesítés | Összesítés |
| Versenyző          | Idő     | Pont    | Hely.   | Távolság | Pont     | Távolság | Pont     | Pont    | Hely.   | Pont       | Helyezés   |
| ------------------ | ------- | ------- | ------- | -------- | -------- | -------- | -------- | ------- | ------- | ---------- | ---------- |
| Bronisław Czech    | 1:25:55 | 181,9   | 23.     | 46,0     | 96,1     | 45,5     | 97,0     | 193,1   | 11.     | 375,0      | 16.        |
| Andrzej Marusarz   | 1:31:30 | 153,4   | 36.     | 46,0     | 94,5     | 47,0     | 97,6     | 192,1   | 12.     | 345,5      | 32.        |
| Stanisław Marusarz | 1:25:27 | 184,4   | 18.*    | 51,0     | 104,5    | 50,0     | 104,4    | 208,9   | 3.      | 393,3      | 7.*        |
| Marian Orlewicz    | 1:25:27 | 184,4   | 18.*    | 41,0     | 88,6     | 43,0     | 90,8     | 179,4   | 31.     | 363,8      | 24.        |

* - egy másik versenyzővel azonos eredményt ért el

## Gyorskorcsolya
| Versenyző      | Versenyszám | Eredmény | Helyezés |
| -------------- | ----------- | -------- | -------- |
| Jan Kalbarczyk | 5000 m      | 8:47,7   | 12.      |
| Jan Kalbarczyk | 10 000 m    | 17:54,0  | 9.       |

## Jégkorong
| Lengyel férfi jégkorongcsapat-játékoskeret                                                                               | Lengyel férfi jégkorongcsapat-játékoskeret                                                        |
| --- | ------------------------------------------------------------------------------------------------- |
| - Mieczyslaw Kasprzycki - Wladyslaw Krol - Adam Kowalski - Witalis Ludwiczak - Czeslaw Marchewczyk - Henryk Przezdziecki | - Kazimierz Sokolowski - Józef Stogowski - Roman Stupnicki - Andrzej Wolkowski - Edmund Zielinski |

### Eredmények
Csoportkör
A csoport
| Csapat        | M | Gy | D | V | G+ | G– | Gk  | P |
| ------------- | - | -- | - | - | -- | -- | --- | - |
| Kanada        | 3 | 3  | 0 | 0 | 24 | 3  | +21 | 6 |
| Ausztria      | 3 | 2  | 0 | 1 | 11 | 7  | +4  | 4 |
| Lengyelország | 3 | 1  | 0 | 2 | 11 | 12 | –1  | 2 |
| Lettország    | 3 | 0  | 0 | 3 | 3  | 27 | –24 | 0 |

| 1936. február 6. | Kanada (CAN) | 8 – 1 (5–0, 2–1, 1–0) | Lengyelország | Garmisch-Partenkirchen |

|  |  |  |  |  |
|  |  |  |  |  |
|  |  |  |  |  |
|  |  |  |  |  |

| 1936. február 7. | Ausztria (AUT) | 2 – 1 (0–0, 0–0, 2–1) | Lengyelország | Garmisch-Partenkirchen |

|  |  |  |  |  |
|  |  |  |  |  |
|  |  |  |  |  |
|  |  |  |  |  |

| 1936. február 8. | Lengyelország (POL) | 9 – 2 (1–0, 4–0, 4–2) | Lettország | Garmisch-Partenkirchen |

|  |  |  |  |  |
|  |  |  |  |  |
|  |  |  |  |  |
|  |  |  |  |  |

| Csapat        | Helyezés |
| ------------- | -------- |
| Lengyelország | 9.       |

## Sífutás
| Versenyző                                                             | Versenyszám     | Eredmény | Helyezés |
| --------------------------------------------------------------------- | --------------- | -------- | -------- |
| Bronisław Czech                                                       | 18 km           | 1:25:55  | 33.      |
| Michał Górski                                                         | 18 km           | 1:23:11  | 22.      |
| Marian Orlewicz                                                       | 18 km           | 1:25:27  | 32.      |
| Stanisław Karpiel                                                     | 18 km           | 1:27:31  | 42.      |
| Stanisław Karpiel                                                     | 50 km           | 4:06:26  | 26.      |
| Michał Górski Marian Woyna-Orlewicz Stanisław Karpiel Bronisław Czech | 4 × 10 km váltó | 2:58:50  | 7.       |

## Síugrás
| Versenyző          | 1. ugrás | 1. ugrás | 1. ugrás | 2. ugrás | 2. ugrás | 2. ugrás | Összesítés | Összesítés |
| Versenyző          | Távolság | Pont     | Hely.    | Távolság | Pont     | Hely.    | Pont       | Helyezés   |
| ------------------ | -------- | -------- | -------- | -------- | -------- | -------- | ---------- | ---------- |
| Bronisław Czech    | 62,5     | 95,2     | 35.      | 63,5     | 97,8     | 30.*     | 193,0      | 33.        |
| Andrzej Marusarz   | 66,0     | 102,6    | 16.*     | 66,0     | 101,1    | 23.      | 203,7      | 21.        |
| Stanisław Marusarz | 73,0     | 109,4    | 7.*      | 75,5     | 112,2    | 5.       | 221,6      | 5.         |

* - egy másik versenyzővel azonos eredményt ért el